# Zborul 8501 al Indonesia AirAsia
Zborul 8501 al Indonesia AirAsia este un zbor al companiei AirAsia care a dispărut de pe radare la data de 28 decembrie 2014 la 40 de minute după decolarea din orașul indonezian Surabaya, cu destinația Singapore. Avionul de tip Airbus A320 avea la bord 162 de persoane (155 de pasageri și 7 oameni din echipaj).  Au fost găsite peste 40 de cadavre în Marea Java, AirAsia confirmând că 3 dintre ele aparțin zborului 8501. Pilotul a schimbat direcția înainte de prăbușire.

## Pasageri și echipaj
| Naționalitate | Nr. |
| ------------- | --- |
| Indonezia     | 155 |
| Coreea de Sud | 3   |
| Franța        | 1   |
| Malaezia      | 1   |
| Singapore     | 1   |
| Regatul Unit  | 1   |
| Total         | 162 |

AirAsia a comunicat datele referitoare la naționalitatea celor 162 de pasageri și membri ai echipajului, inclusiv 144 de adulți, 17 copii și un copilaș. Echipajul era alcătuit din 2 piloți, un inginer și 4 însoțitori de bord.
Piloții au fost:
- Căpitanul Iriyanto,[d] cu o vârstă de 53 de ani și de naționalitate indonezian, a avut un total de 20.537 de ore petrecute în zbor, dintre care 6.100 au efectuate cu ajutorul avionului Airbus A320 de la AirAsia Indonesia. Rezidențiat în Sidoarjo, Java de Est, Iriyanto și-a început cariera la Forțele Aeriene Indoneziene, absolvind școala de pilotare în 1983, având experiență de a zbura cu un avion gen F-5 sau F-16. El s-a pensionat anticipat de la Forțele Aeriene la mijlocul anilor 1990 pentru a intra la Adam Air și ca să lucreze mai târziu la Merpati Nusantara Airlines și Sriwijaya Air, înainte de-a veni la Indonesia AirAsia.[8]
- Primul ofițer Rémi Emmanuel Plesel, fiind de naționalitate francez, a avut un total de 2.275 de ore petrecute în zbor la AirAsia Indonesia.[6] El a fost originar din Le Marigot, Martinique,[9] făcându-și studiile și muncind în Paris, ca mai apoi să locuiască în Indonezia.[10]

## Vezi și
- Zborul 370 al Malaysia Airlines